# Champigny (Marne)
Champigny é uma comuna francesa na região administrativa do Grande Leste, no departamento de Marne. Estende-se por uma área de 4.49 km², e possui 1.550 habitantes, segundo o censo de 2018, com uma densidade de 350 hab/km².